# Hybridní měnič
Inteligentní hybridní měniče jsou novou generací záložních zdrojů UPS s důrazem na využití obnovitelných zdrojů pro domácí spotřebu a to především s využitím fotovoltaických instalací. Elektřina je z fotovoltaických panelů získávána pouze přes den s výkonovou špičkou kolem poledne. Výroba této elektrická energie  ale značně kolísá a není téměř nikdy v souladu s aktuální spotřebou domu. Pro překonání tohoto rozdílu mezi přes den vyrobenou elektřinou a elektřinou, která je potřeba večer, v noci a ráno kdy naopak není vyráběna elektřina žádná, je třeba energii krátkodobě skladovat pro pozdější využití a zároveň částečně řídit spotřebu elektřiny v domácnosti pomocí konceptu tzv. „chytré sítě“. S vývojem systémů využívající obnovitelné zdroje energie a dlouhodobě rostoucími cenami energií byly již vyvinuty chytré hybridní měniče které umožňují optimalizovat rozdíly mezi nestabilní výrobou elektřiny a její spotřebou. 

## Principu
Základní funkcí hybridních měničů v chytré síti je možnost výběru energie z obnovitelného zdroje a změny orientace jejího toku do/z distribuční soustavy, ukládání v akumulátorech nebo její přímé spotřebě založené na celkové energetické bilanci objektu. Na rozdíl od konvenčních ostrovních měničů, kde je energie systematicky ukládána do akumulátorů s výraznou ztrátou cca 20 %, hybridní měniče ukládají energii pouze když je to nezbytné, tzn. Když je větší výroba energie než její spotřeba. Tento systém také umožňuje zvolit si jestli se má energie vyráběná fotovoltaickými panely ukládat do akumulátorů nebo má být řízeně spotřebována prostřednictvím integrovaného vnitřního systému řízení. 
Toto je možné prostřednictvím technologie která umí využívat zároveň různé zdroje energie (techniky fázového spojení: on-grid (na síti) nebo grid-tie (přifázování) ) a možnosti kombinace s využitím uložené energie v akumulátorech: off-grid (ostrovním režimu). Hybridní měniče tedy proto většinou operují v režimu on-grid (na síti), v režimu grid-tie (přifázováním k síti) nebo také v režimu off-grid (ostrovním režimu). Hybridním provozem se rozumí především schopnost hybridního měniče pracovat současně v on-grid (grid-tie) a zároveň v off-grid režimu. Hybridní měnič je tedy na rozdíl od ostrovního měniče, který jen přepíná mezi akumulátory a sítí, schopen plynule a současně v reálném čase regulovat množství energie odebírané ze sítě nebo z akumulátorů, což je vlastně jeho nejpodstatnější a nejvíce využívaná funkce. Hybridní měniče jsou budoucností a základním stavebním prvkem při budování fotovoltaických instalací určených pro vlastní spotřebu, záložních systémech a řízení spotřeby v chytrých sítích.

## Výkony
Hybridní měniče se používají pro hybridní fotovoltaické systémy a hybridní fotovoltaické elektrárny HFVE o výkonech od 0,5 kVA do 72 kVA.